# Emmesomyia socialis
Emmesomyia socialis este o specie de muște din genul Emmesomyia, familia Anthomyiidae. A fost descrisă pentru prima dată de Stein în anul 1898. Conform Catalogue of Life specia Emmesomyia socialis nu are subspecii cunoscute.